# ダリア・アトラス
ダリア・アトラス（Dalia Atlas, 1933年11月14日 - ）は、イスラエル出身の指揮者。
ハイファの生まれ。地元の音楽院を経て、1951年にルービン音楽院の奨学金のためのピアノ・コンクールで優勝してピアノ、音楽理論と指揮法を学んだ。1963年にグィド・カンテッリ国際指揮者コンクールのファイナリストとなり、ハイファ室内管弦楽団の音楽監督となった。また同年、イスラエル工科大学のオーケストラを創設している。1964年にはロイヤル・リヴァプール・フィルハーモニー管弦楽団主宰の国際指揮者コンクールで第四位、ディミトリ・ミトロプーロス国際指揮者コンクールで第二位入賞を果たし、特別賞を受賞した。また、ディミトリ・ミトロプーロス国際指揮者コンクールでファウスト・クレヴァの知己を得て、メトロポリタン歌劇場のクレヴァの助手を務めた。1968年にはイスラエル・プロ・ムジカ管弦楽団を創設して音楽監督となった。1986年からイスラエル工科大学でオペラのワークショップをするようになり、1991年には室内管弦楽団のアトラス・カメラータを発足させた。2007年にはイスラエルにエルネスト・ブロッホ協会を設立し、自ら会長に就任した。